# Isopeda
Isopeda is een geslacht van spinnen uit de  familie van de Sparassidae (jachtkrabspinnen).

## Soorten
- Isopeda alpina Hirst, 1992
- Isopeda binnaburra Hirst, 1992
- Isopeda brachyseta Hirst, 1992
- Isopeda canberrana Hirst, 1992
- Isopeda catmona Barrion & Litsinger, 1995
- Isopeda deianira (Thorell, 1881)
- Isopeda echuca Hirst, 1992
- Isopeda girraween Hirst, 1992
- Isopeda igraya Barrion & Litsinger, 1995
- Isopeda leishmanni Hogg, 1903
  - Isopeda leishmanni hoggi Simon, 1908
- Isopeda magna Hirst, 1992
- Isopeda montana Hogg, 1903
- Isopeda neocaledonica Berland, 1924
- Isopeda parnabyi Hirst, 1992
- Isopeda prolata Hirst, 1992
- Isopeda queenslandensis Hirst, 1992
- Isopeda subalpina Hirst, 1992
- Isopeda sungaya Barrion & Litsinger, 1995
- Isopeda vasta (L. Koch, 1867)
- Isopeda villosa L. Koch, 1875
- Isopeda woodwardi Hogg, 1903